# Sportler des Jahres 1982 (Deutschland)
Die Sportler des Jahres 1982 in der Bundesrepublik Deutschland wurden am 11. Dezember im ICC von West-Berlin ausgezeichnet. Veranstaltet wurde die Wahl zum 36. Mal von der Internationalen Sport-Korrespondenz (ISK). Der 18-jährige Sieger bei den Männern, Michael Groß, fehlte bei der Ehrung, weil er in Aachen bei den Deutschen Mannschaftsmeisterschaften im Schwimmen weilte. Bei den Frauen gewann wie im Vorjahr die Leichtathletin Ulrike Meyfarth und bei den Mannschaften kamen mit der 4 × 400-m-Männer-Staffel die Sieger ebenfalls aus der Leichtathletik.

## Männer
|     | Sportler           | Sportart       | Punkte | Erfolge in 1982 |
| --- | ------------------ | -------------- | ------ | --- |
| 1.  | Michael Groß       | Schwimmen      | 2869   | Weltmeister über 200 m Freistil und 200 m Schmetterling WM-Silber über 100 m Schmetterling WM-Bronze mit der Staffel über 4 × 200 m Freistil und 4 × 100 m Lagen vier Europarekorde |
| 2.  | Harald Schmid      | Leichtathletik | 1213   | Europameister über 400 m Hürden mit Europarekord und in der 4 × 400-m-Staffel |
| 3.  | Walter Röhrl       | Rallyesport    | 1043   | Fahrerweltmeister |
| 4.  | Norbert Schramm    | Eiskunstlauf   | 0942   | Vizeweltmeister und Europameister |
| 5.  | Thomas Wessinghage | Leichtathletik | 0906   | Europameister über 5000 m |
| 6.  | Norbert Koof       | Springreiten   | 0808   | Weltmeister im Einzel und Vizeweltmeister mit der Mannschaft |
| 7.  | Jürgen Hingsen     | Leichtathletik | 0660   | Vizeeuropameister im Zehnkampf und ein Weltrekord |
| 8.  | Toni Mang          | Motorradsport  | 0601   | Weltmeister in der 350-cm³-Klasse und Vizeweltmeister in der 250-cm³-Klasse |
| 9.  | Hans-Peter Ferner  | Leichtathletik | 0505   | Europameister über 800 m |
| 10. | Reiner Klimke      | Dressurreiten  | 0433   | Weltmeister im Einzel und mit der Mannschaft |

## Frauen
|     | Sportlerin       | Sportart                   | Punkte | Erfolge in 1982                                                                |
| --- | ---------------- | -------------------------- | ------ | ------------------------------------------------------------------------------ |
| 1.  | Ulrike Meyfarth  | Leichtathletik             | 2381   | Europameisterin im Hochsprung mit Weltrekord                                   |
| 2.  | Cornelia Hanisch | Fechten                    | 0485   | WM-Bronze mit der Mannschaft und Deutsche Meisterin                            |
| 3.  | Irene Epple      | Ski Alpin                  | 0436   | 2. im Gesamtweltcup sowie Weltcup-Siegerin im Riesenslalom und der Kombination |
| 4.  | Sabine Everts    | Leichtathletik             | 0286   | WM-Bronze im Siebenkampf und Hallen-Europameisterin im Weitsprung              |
| 5.  | Bettina Bunge    | Tennis                     | 0249   | 3 WTA-World-Tour-Siege und 6. Platz in der Weltrangliste                       |
| 6.  | Charlotte Teske  | Leichtathletik             | 0223   | Siegerin beim Boston-Marathon und 3. beim New-York-City-Marathon               |
| 7.  | Sylvia Hanika    | Tennis                     | 0208   | Sieg beim WTA Tour Championships                                               |
| 8.  | Regina Weber     | Rhythmische Sportgymnastik | 0173   | fünffache Deutsche Meisterin                                                   |
| 9.  | Ursula Kamizuru  | Tischtennis                | 0139   | EM-Silber mit der Mannschaft und EM-Bronze im Einzel                           |
| 10. | Claudia Leistner | Eiskunstlauf               | 0121   | 4. Platz bei der Weltmeisterschaft und 5. Platz bei der Europameisterschaft    |

## Mannschaften
|     | Sportler                                                     | Sportart       | Punkte | Erfolge in 1982                                        |
| --- | ------------------------------------------------------------ | -------------- | ------ | ------------------------------------------------------ |
| 1.  | 4 × 400-m-Männer-Staffel (Skamrahl, Schmid, Giessing, Weber) | Leichtathletik | 1426   | Europameister                                          |
| 2.  | Dressurreiter-Equipe (Grillo, Klimke, Schulten-Baumer jun.)  | Dressurreiten  | 0678   | Weltmeister                                            |
| 3.  | VfL Gummersbach                                              | Handball       | 0666   | Deutscher Meister, DHB-Pokalsieger und EHF-Pokalsieger |
| 4.  | Hockeynationalmannschaft der Herren                          | Hockey         | 0382   | Vizeweltmeister                                        |
| 5.  | Hamburger SV                                                 | Fußball        | 0358   | Deutscher Meister und UEFA-Pokalfinalist               |
| 6.  | Bahnrad-Vierer (Günther, Strittmatter, Bokeloh, Marx)        | Radsport       | 0295   | Vizeweltmeister                                        |
| 7.  | Wasserballnationalmannschaft                                 | Wasserball     | 0230   | WM-Bronze                                              |
| 8.  | Springreiter-Equipe (Koof, Luther, Schockemöhle, Wiltfang)   | Springreiten   | 0174   | Vizeweltmeister                                        |
| 9.  | Fed-Cup-Mannschaft (Kohde-Kilsch, Bunge, Pfaff)              | Tennis         | 0172   | Federation-Cup-Finalist                                |
| 10. | Faustballnationalmannschaft                                  | Faustball      | 0162   | Weltmeister                                            |